# Hampus Dargren
Hampus Dargren (* 6. Oktober 1989) ist ein schwedischer Unihockeyspieler. Er steht beim Nationalliga-A-Vertreter Floorball Köniz unter Vertrag.

## Karriere

### Verein

#### Hässelby SK IBK
Dargren wurde am 6. Oktober 1989 in Stockholm geboren und begann 1998 seine Karriere beim Hässelby SK IBK, bei welchem er 2005 erstmals in der Division 1 auflief. Für Hässelby absolvierte er 59 Meisterschaftspartien. Dabei erzielte er 62 Skorerpunkte.

#### Visby IBK
Im Sommer 2009 wechselte er von Hässelby zum Visby IBK. Bei Visby blieb er eine Saison und sammelte insgesamt 28 Skorerpunkte in 16 Partien und stieg am Ende der Saison in die Allsvenskan auf.

#### Mullsjö AIS
Dargren wurde in der Division 1 vom SSL-Verein Mullsjö gescoutet und auf die Saison 2010/11 verpflichtet. Für den SSL-Verein spielte er die erste Saisonhälfte und kam in sieben Partien zum Einsatz. Dabei erzielte er zwei Treffer und einen Assist.

#### Visby IBK
In der Rückrunde der Saison 2010/11 wechselte Dargren zurück zu Visby in Allsvenskan. Dort spielte er bis im Frühjahr 2012. Mit Visby beendete er die Saison auf dem vierten Schlussrang.

#### Duvbo IK
Die Saison 2012/13 nahm er mit Duvbo IK in der Allsvenskan Norra in Angriff. Für Duvbo erzielte er in 28 Skorerpunkte in 18 Meisterschaftsspielen. Mit Duvbo beendete Dargren die Saison auf dem siebten Schlussrang. Am Ende der Saison verliess er Stockholm in Richtung Linköping.
Seine zweite Saison in Linköping verlief deutlich besser als die erste. In 26 Meisterschaftspartien konnte er 33 Skorerpunkte erzielen und hatte grossen Anteil an der Qualifikation für die Playoffs. In den Playoff besiegte Linköping erst Warberg IC und im Halbfinal den FC Helsingborg. Am 18. April 2015 spielte er im Superfinal gegen den IBF Falun, in welchem er mit Linköping 6:4 unterlag.

#### Linköping IBK
Mit Linköping spielte er seine erste komplette Saison in der SSL. Jedoch konnte er bei Linköping nicht an seine Leistungen aus der Allsvenskan anknüpfen und erzielte in seiner ersten Saison insgesamt zehn Skorerpunkte. Nach dem verlorenen Superfinal lief er nicht mehr für Linköping auf und wechselte nach Helsingborg.

#### FC Helsingborg
Bei Helsingborg erzielte er in der regulären Saison 36 Skorerpunkte und qualifizierte sich mit seinem neuen Verein für die Playoffs. Im Viertelfinal scheiterte der FC Helsingborg allerdings am späteren schwedischen Meister Storvreta.
2016/17 erreichte der Verein aus Helsingborg die Playoffs haarscharf dank eines ausgeglichenen Torverhältnisses und zwei Punkten mehr als Sirius. Wie schon in der Saison zuvor scheiterte man im Viertelfinal.

#### Floorball Köniz
Am 12. Mai 2017 vermeldete die schwedische Zeitung Expressen den Transfer des Schweden zum Schweizer Nationalliga-A-Verein Floorball Köniz. Nur wenige Stunden später wurde der Transfer von Floorball Köniz bestätigt.